# Psidium nannophyllum
Psidium nannophyllum là một loài thực vật có hoa trong Họ Đào kim nương. Loài này được Alain miêu tả khoa học đầu tiên năm 1973.